# Valoración (baloncesto)
La valoración (o Índice de Valoración) en baloncesto es una fórmula estadística que es utilizada por la EuroLiga y la Eurocup, así como por varias ligas europeas domésticas y regionales nacionales para medir el rendimiento de jugadores y equipos. Es similar, pero no exactamente igual, a la Eficiencia usada en la NBA.

## Historia
La valoración fue creada en 1991, por la liga ACB, que empezó a utilizarlo para designar al MVP de la Semana y de la liga regular. En 2004, la liga ACB cambió los criterios por los que escoge al MVP de la liga regular, pero continúa utilizando el Índice de Valoración para determinar el MVP de cada semana de la competición.
El Índice de Valoración se ha utilizado para determinar el MVP de distintas fases de la temporada de la EuroLeague, como el MVP semanal, el MVP de la fase regular (o de grupos), y el MVP del Top 16. Esto cambió cuando el EuroLeague MVP pasó a estar basado en un proceso de votación desde la temporada 2004–05. Este índice, sin embargo, sigue utilizándose para determinar los MVPs semanales de la Euroliga y la Eurocup.
Ha sido criticada la validez del uso del Índice de Valoración por parte de ligas de baloncesto europeas importantes para comparar a los jugadores y entregar los premios MVP.  Esta crítica se basa en el hecho de que no tiene en cuenta, ni usa, sistema de ponderación alguno para determinar la importancia de cada estadística individual. Esto lo diferencia del Índice de Eficacia del Jugador, creado por John Hollinger, cuándo trabajaba en la ESPN.
- (Puntos + Rebotes + Asistencias + Robos + Tapones + Faltas Recibidas) - (Tiros de Campo Fallados + Tiros Libres Fallados + Tapones Recibidos + Pérdidas + Faltas Realizadas).